# إلين هاردين والورث
إلين هاردين والورث (بالإنجليزية: Ellen Hardin Walworth) (20 أكتوبر 1832 - 23 يونيو 1915) مؤلفة ومحامية وناشطة أمريكية كانت مدافعة متحمسة عن أهمية دراسة التاريخ والحفاظ عليه. والورث هي إحدى مؤسسي بنات الثورة الأمريكية وكانت أول أمين عام للمنظمة. عملت كأول محررة لمجلة (دي إيه آر) الرسمية، أميريكان مونثلي ماغازين. في عام 1893، خلال خطاب ألقته في المعرض الكولومبي العالمي (معرض شيكاغو العالمي)، كانت والورث من أوائل الأشخاص الذين اقترحوا إنشاء الأرشيف الوطني للولايات المتحدة. وهي واحدة من أوائل النساء في ولاية نيويورك اللواتي شغلن منصبًا في مجلس تعليمي محلي، وهو الدور الذي كان يستخدم كثيرًا لتعزيز الدعوة إلى حق المرأة في الاقتراع.
خلال الحرب الإسبانية الأمريكية، أنشأت والورث وغيرها من النساء المؤثرات الجمعية الوطنية للإغاثة من الحرب النسائية لتقديم المساعدة للمجهود الحربي. عيّنت والورث، الدافع وراء المنظمة، لمنصب المدير العام للرابطة الجديدة.
في حياتها الشخصية، كانت والورث ضحية للعنف المنزلي مع عواقب مأساوية عندما قتل ابنها فرانك والده بعد سنوات من التدخل لحماية والدته. درست والورث القانون لاكتساب المعرفة لإلغاء إدانة ابنها بقتل زوجها السابق المسيء.

## المهنة
من أجل جلب دخل مستقر للعائلة، افتتحت والورث منزل الأسرة، أولًا كمدرسة داخلية للشابات، ثم لاحقًا كفندق صيفي. وفقًا لصحيفة نيويورك تايمز (30 أبريل عام 1896) حصلت والورث على شهادة في القانون عام 1896 من جامعة نيويورك، لكنها لم تمارس القانون. لفترة قصيرة، عملت ككاتبة في حكومة الولايات المتحدة في واشنطن العاصمة.

### الكتابة
كتبت والورث باستمرار عن الموضوعات التاريخية. تمتعت بسلطة في ساحات القتال في معارك ساراتوجا ونشرت أيضًا رواية عن حملة جون بورغوين. كانت والورث مهتمة بالعلوم، ولا سيما الجيولوجيا، وكانت من بين «النساء القلائل في عصرها لتقديم ورقة إلى الجمعية الأمريكية لتقدم العلوم». تم تقديم ورقتها «العمل الميداني للهواة» في مؤتمر أغسطس عام 1880 في بوسطن ونشرت في صحيفة بروسيدينغز أوف ذا أميريكان أسوسييشن فور ذا أدفانسمنت أوف ساينس. في الورقة، دافعت والورث بشغف عن المزيد من الأعمال العلمية الشعبية التي يقوم بها الهواة، وخاصةً المزيد من مشاركة النسائية.

### الخدمات المجتمعية
خلال العقود الأخيرة من القرن التاسع عشر وأوائل القرن العشرين، كانت العضوية في المنظمات المجتمعية جزءًا مهمًا من الحياة المهنية والاجتماعية في الولايات المتحدة. كونها امرأة، تم استبعاد والورث بموجب الاتفاقيات العادية من العضوية في العديد من المنظمات البارزة. وللتغلب على هذه المسألة، ضغطت النساء للانضمام إلى هذه المنظمات، أو أنشأت منظمات بديلة. فعلت والورث كلاهما إذ كانت بنات الثورة الأمريكية مثالًا بارزًا على إنشاء النساء لمنظمة جديدة بعد استبعادهن من العضوية في منظمات النسب الوطنية البارزة. انضمت والورث وأسست منظمات مجتمعية تعكس اهتماماتها في التاريخ. حددت أنها مناصرة لحق الاقتراع لكنها لم تشارك بشكل كبير في حركة حق المرأة في الاقتراع. بدلًا من ذلك، انضمت إلى العديد من الأندية التي كانت في السابق حصرية للرجال، وغالبًا ما كانت العضو الأول والوحيد من النساء.